# Boverisuchus
Boverisuchus è un genere di coccodrilli estinto, vissuto nell'Eocene medio (circa 45 milioni di anni fa). I suoi resti sono stati ritrovati in Europa (Germania) e Nordamerica (Wyoming e Texas).

## Descrizione
Questo animale, lungo circa 3 metri, aveva un aspetto piuttosto diverso da quello di un coccodrillo attuale. Il cranio era simile a quello delle forme di oggi, ma possedeva denti notevolmente differenti: erano lunghi, incurvati all'indietro, compressi lateralmente e seghettati. Il corpo robusto era sorretto da lunghe e forti zampe, completamente diverse da quelle dei coccodrilli attuali: le dita erano dotate di zoccoli e non di artigli. La coda di almeno una delle specie (B. magnifrons) era cilindrica e priva degli osteodermi tipici dei coccodrilli.

## Classificazione
La storia tassonomica di questo animale è complicata. La specie tipo Boverisuchus magnifrons è stata descritta per la prima volta dal paleontologo Oskar Kuhn nel 1938, e proviene dall'Eocene medio (Luteziano); dagli stessi terreni provennero anche i fossili descritti come Weigeltisuchus geiseltalensis. In seguito, la maggior parte dei paleontologi ha considerato entrambe queste specie dei sinonimi della specie tipo di Pristichampsus, P. rollinatii. A seguito di una revisione del genere Pristichampsus operata da Brochu (2013), si è ritenuto che P. rollinati fosse basato su materiale troppo frammentario e non sufficientemente diagnostico, e il genere Pristichampsus è stato quindi considerato un nomen dubium. Gli esemplari completi sono stati riattribuiti a Boverisuchus, che è stato reintegrato come genere valido. Brochu (2013) ha inoltre riassegnato la specie Crocodylus vorax, precedentemente assegnata a Pristichampsus da Langston (1975), come una seconda specie di Boverisuchus. Secondo Brochu (2013), materiale proveniente dall'Eocene medio dell'Italia e del Texas può rappresentare un'altra specie ancora senza nome.

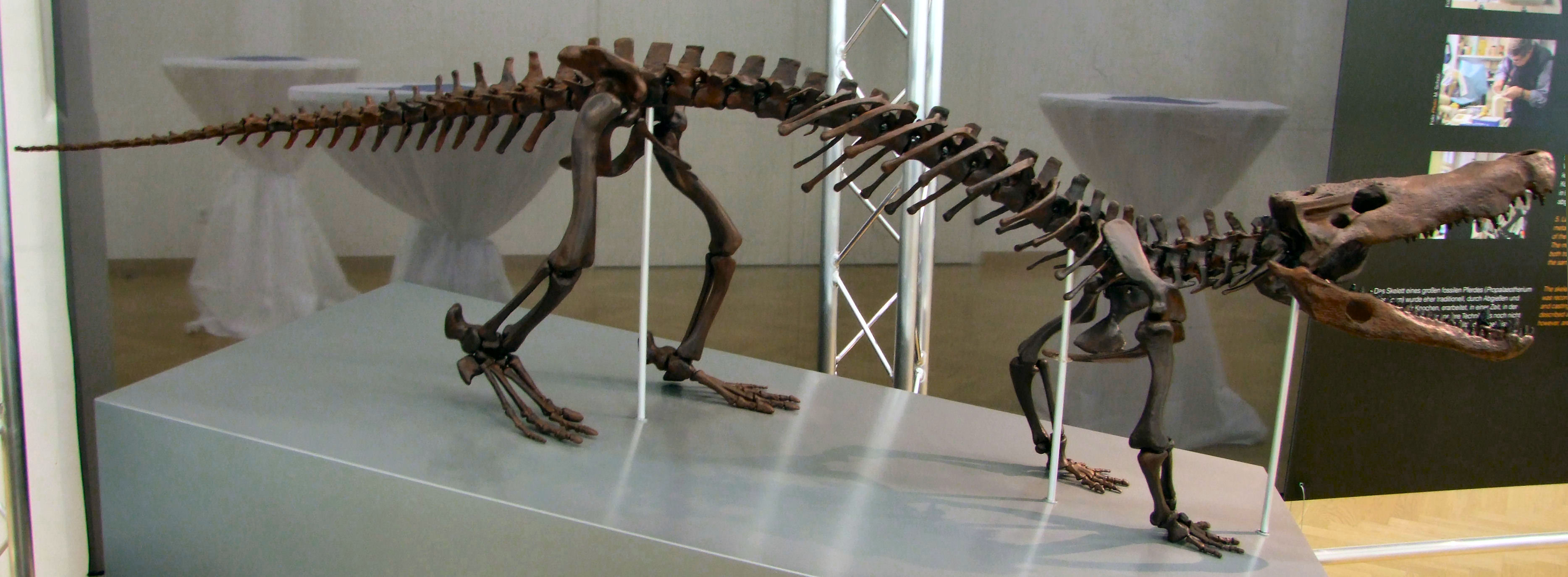
Ricostruzione dello scheletro di Boverisuchus magnifrons

Boverisuchus è considerato una forma arcaica di coccodrillo, appartenente a una famiglia a sé stante, i Planocraniidae. Alcune caratteristiche peculiari di questo animale, come i denti compressi lateralmente e seghettati (zifodonti), sono estremamente simili a quelle di altri arcosauri imparentati con i coccodrilli (Ziphosuchia), ma si tratta di un esempio di convergenza evolutiva.

## Paleoecologia

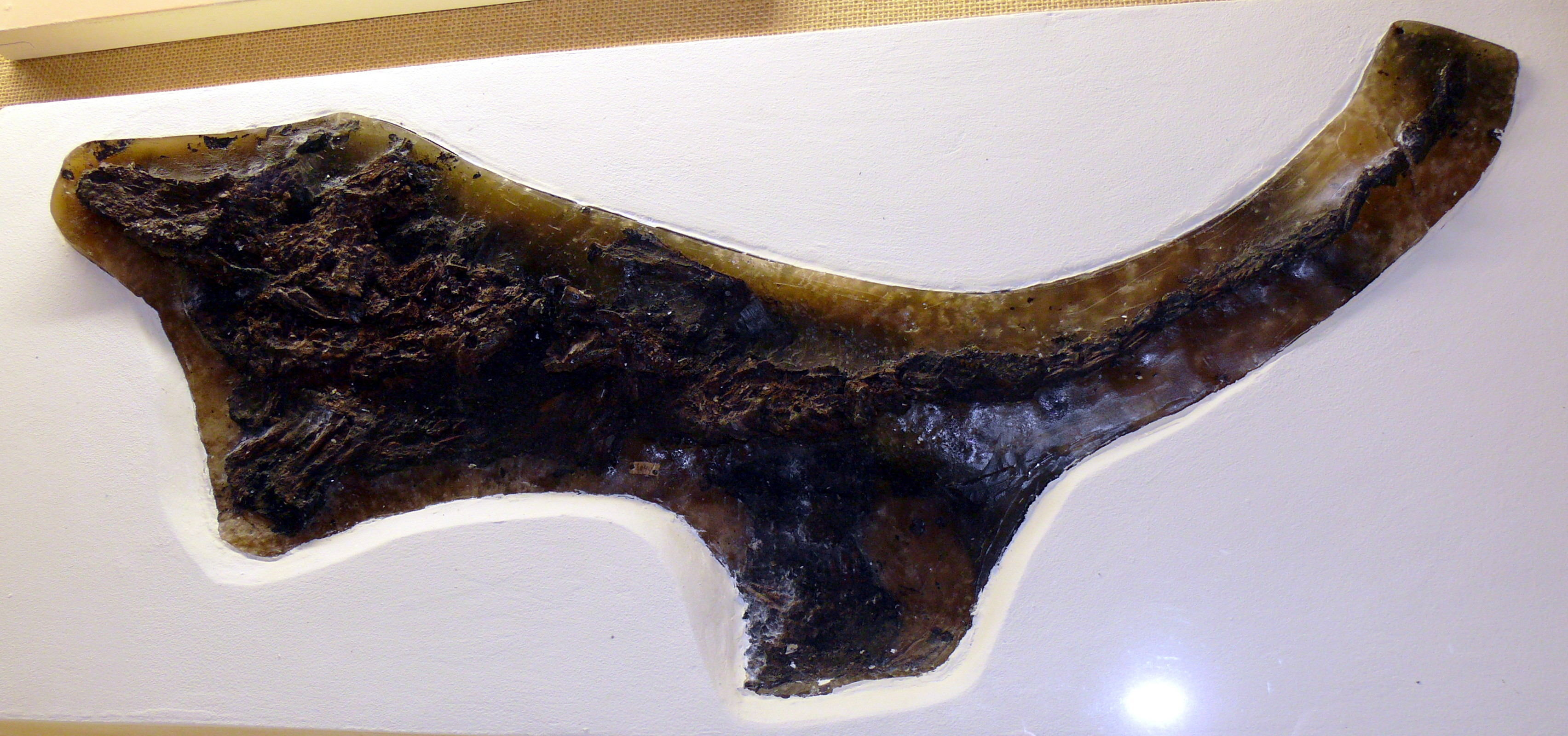
Fossile di Boverisuchus magnifrons

Le zampe robuste e dotate di zoccoli, l'andatura alta e le caratteristiche della dentatura indicano che questo animale passava più tempo sulla terraferma che in acqua, contrariamente alle forme attuali, e predava animali terrestri come i mammiferi. I denti compressi lateralmente e seghettati erano assai simili a quelli dei dinosauri teropodi; in un primo tempo, denti isolati di Boverisuchus furono ritenuti appartenere a dinosauri carnivori sopravvissuti all'estinzione di fine Cretaceo. Almeno alcune specie erano inoltre capaci di un galoppo sostenuto e, forse, di sollevarsi sulle zampe posteriori quando l'animale era in corsa (Rossmann, 2000).